# Guido de’ Rossi

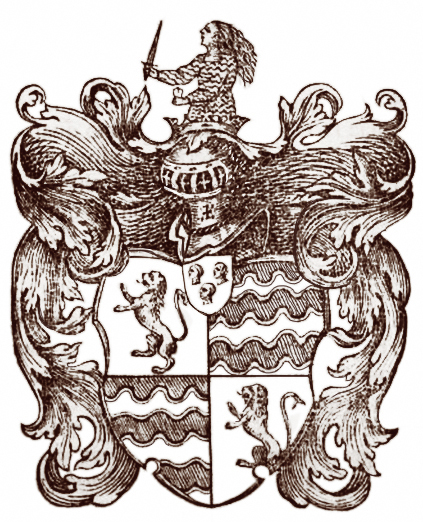
Wappen der Rossis von San Secondo

Guido de’ Rossi (* um 1440 in San Secondo Parmense; † 1490 in Venedig) war ein italienischer Condottiere und designierter Erbe von Pier Maria II. de’ Rossi.

## Biografie
Guido de’ Rossi wurde um 1440 in San Secondo geboren, und zwar als Sohn von Pier Maria II. de’ Rossi und seiner Gattin Antonia Torelli. Von seiner Jugendzeit ist nur wenig bekannt: Er war in Diensten der Herzöge von Mailand und wurde 1478 zum Gouverneur von Pontremoli und der Lunigiana ernannt; 1479 war er Condottiere und Soldat.
Er war zusammen mit seinem Bruder Bertrando de’ Rossi von Pier Maria II. de’ Rossi zum Nachteil des Erstgeborenen Giovanni de’ Rossi zum Erben ernannt und eilte seinem Vater zu Hilfe, als der Krieg der Rossis gegen Ludovico Sforza ausbrach. Er war von den Mailändern zum Rebellen erklärt worden und drang in Waffen in die Rocca dei Rossi in San Secondo ein und unterstützte so mit Erfolg die Belagerung der Truppen Sforzas, die von Antonio del Vasto, dem Sohn des Markgrafen von Saluzzo geführt wurden, der bei dieser Gelegenheit zu Tode kam.
Guido kam so weit, dass ein Kopfgeld auf Sforza ausgesetzt wurde, jedoch verschlechterte sich die Situation kurz darauf. Die Verstärkungen aus Venedig kamen nicht, da sie im Krieg um Ferrara gebunden waren, der sterbende Pier Maria II. de’ Rossi floh von San Secondo nach Torrechiara, um dort Zuflucht zu suchen, und starb dort wenig später dort am 1. September 1482; einige Burgen, wie die von Carona, Bosco di Corniglio und Roccaferrara, wurden verraten. In dieser Situation versuchte Guido am 12. September 1482 einen nächtlichen Ausbruch aus der unter Belagerung stehenden Rocca dei Rossi, aber ohne Erfolg.
Der Schwiegervater Filippo Borromeo drängte Guido dazu, einen sehr unvorteilhaften Frieden anzunehmen: Guido verhandelte, indem er persönlich ins feindliche Lager ging, wo festgelegt wurde, dass zwar die Feindseligkeiten enden und die Belagerung aufgehoben werden sollten, aber im Gegenzug Guido dem Herzog von Mailand die Treue schwören, er keine Waffen mit sich nehmen, auf viele Rechte und Territorien verzichten, seine Burgen in der Abhängigkeit von Parma landen sollten und er überdies seinen Sohn Filippo Maria als Geisel übergeben sollte. Sforza hatte großes Interesse daran, die kriegerischen Auseinandersetzungen mit den Rossis zu beenden, weil der Krieg gegen die Rebellen wertvolle Ressourcen band, die er nicht im Krieg um Ferrara einsetzen konnte.

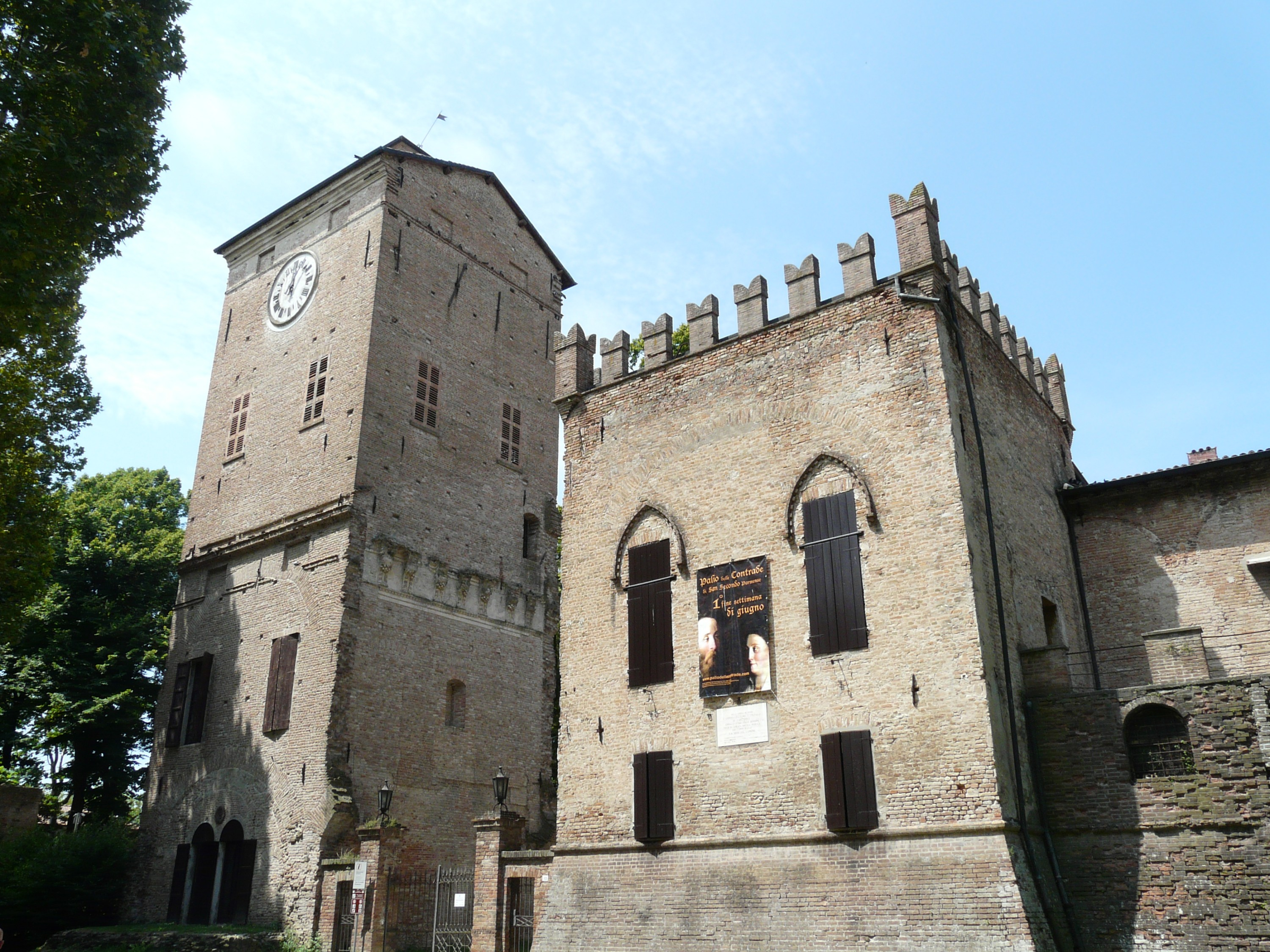
Rocca dei Rossi in San Secondo, die von Guido vehement gegen die Belagerung der Sforzas verteidigt wurde.

Aber die Feindseligkeit der Brüder, die durch die Venezianer angestachelt wurde, führte zur Wiederaufnahme des Krieges und die Allianz mit den Torellis und die Aufnahme eines venezianischen Aufsehers auf dem Castello di Torrechiara lieferten den Sforzas einen Vorwand, den Krieg wieder aufzunehmen. Guido wurde am 18. Juni 1483 zum Staatsfeind erklärt; er wurde von Sforza Secondo Sforza, dem Grafen von Borgonovo angegriffen, zog sich ins Gebiet von Piacenza zurück und nach einigen Scharmützeln im Nuretal wechselte Guido auf das Gebiet der Republik Genua, womit er auch die 33 Burgen verlor, die die Übereinkunft von 1482 ihm gelassen hatte. Auch San Secondo ergab sich am 21. Juni 1483.
Im Frieden von Bagnolo am 7. August 1484 wurde festgelegt, dass die Rossis ihre Besitzungen nicht zurückbekommen sollten; sie gingen direkt an Ludovico Sforza, damit dieser sie unter seinen Favoriten verteilen konnte.
Guido flüchtete daraufhin nach Venedig, das dem Condottiere eine Annuität und eine Soldatenkompanie, bestehend aus 200 Fußsoldaten und 300 berittenen Bogenschützen, zur Verfügung stellte, an deren Spitze er am Krieg zwischen der Republik Venedig und der gefürsteten Grafschaft Tirol teilnahm, den Siegmund von Österreich-Tirol wegen Zollstreitigkeiten anstrengte. In der entscheidenden Schlacht bei Calliano in den ersten Augusttagen 1487, als das Kriegsglück nach dem Tod des venezianischen Heerführers Roberto Sanseverino den Tirolern zu lächeln schien, erhielt Guido das Kommando über die venezianischen Truppen und griff die Tiroler Truppen überraschend von hinten mit 300 Reitern, unter denen auch sein Sohn Filippo Maria war, und 300 berittenen Bogenschützen an. Die siegessicheren Tiroler, die vollkommen überrascht waren, lösten ihre Schlachtordnung auf und zogen sich mit schwersten Verlusten nach Trient zurück.
Dennoch konnte der verspätete und mit unzureichenden Kräften geführte Gegenangriff Guido de’ Rossis den Ausgang der Schlacht nicht wenden, obwohl der Überraschungseffekt ihm einen Vorteil verschaffte; sie endete mit einem entscheidenden Sieg für die Tiroler Truppen. Sein Vorgehen zwang jedoch die Tiroler Truppen, ihre Schlachtordnung aufzulösen, wodurch sie schwere Verluste erlitten, was dazu beitrug, die Niederlage der Venezianer weniger schwer wiegen zu lassen.

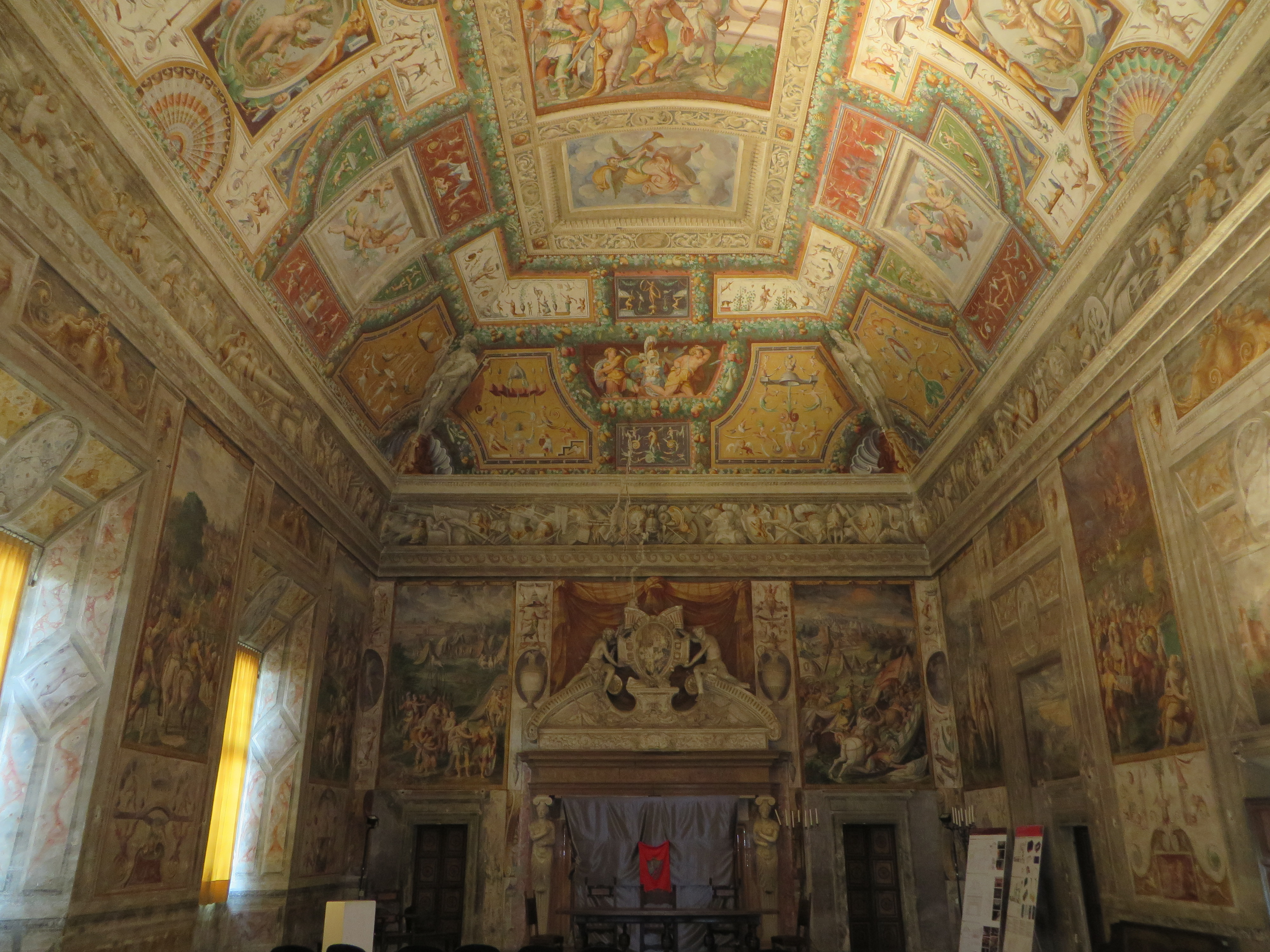
Rocca dei Rossi: Sala delle Gesta Rossiane, dort ist die Tat Guidos während der Schlacht bei Calliano abgebildet

Dies schreibt Bembo in seiner „Historia vinitiana“:

"Solo il Signor Guido Maria de’ Rossi con la sua compagnia di soldati a cavallo, avendosi prima per mezzo gli nimici con le arme e con la virtù fatto strada, e salvatosi nel piano, i Tedeschi lieti della vittoria incontro a sé rivolse: co’ quali combattendo, quello che nelle guerre l’animo e la costanza potesse, fe' palese. Perciocché egli parte di loro uccise, gli altri sospinse e fugò, e a sé più chiara vittoria de’ nimici vincitori (il che rade volte suole avvenire) in quella guisa riportò". (dt.: Nur dem Herrn Guido Maria de’ Rossi mit seiner Kompanie von berittenen Soldaten, die zunächst durch die Feinde mit ihren Waffen und durch ihre Tugend Platz gemacht und sich in die Ebene gerettet hatten, wandten sich die Deutschen, erfreut über den Sieg, zu: Während sie mit ihm kämpften, wurde es offensichtlich, dass er in den Kriegen den Geist und die Konstanz hatte. Denn er tötete einige von ihnen, die anderen schlug er in die Flucht, und hat auf diese Weise den klareren Sieg der siegreichen Feinde verhindert (was selten vorkommt).)

Guido starb 1490 in Venedig und wurde in der Kirche Santa Maria della Carità begraben.

## Verwandte
Mit seiner Gattin Ambrosina Borromeo hatte er sechs Kinder:
- Bernardo, Bischof von Treviso
- Giovanni Maria
- Filippo Maria, sein Erbe
- Ettore
- Bertrando, der in jungen Jahren in Venedig starb
- Giovanna, die Giambattista Malaspina, den Markgrafen von Spinola heiratete.[4]

## Sonstiges
- Die Taten von Guido de’ Rossi in der Schlacht bei Calliano wurden durch ein Fresko in der Sala delle Gesta Rossiane in der Rocca dei Rossi in San Secondo unsterblich.
- Obwohl Guido mindestens einige Monate lang während der Belagerung durch die Sforzas die Grafschaft San Secondo hielt, erscheint er nicht in der Reihe der Grafen und zog es vor, den Titel in Abwesenheit seinem erstgeborenen, aber enterbten, Bruder Giovanni im Exil zu überlassen, dem es tatsächlich gelang, sich zum Nachteil von Filippo Maria, dem Sohn von Guido, wieder in den Besitz des Lehens San Secondo zu bringen (Guido starb vor dem Tod von Ludovico Sforza).